# Marathon de Paris 2012
Navigation
2011 2013
Le Marathon de Paris 2012, est la 36e édition du Marathon de Paris, en France, qui a lieu le dimanche 15 avril 2012.

## Résultats
Les résultats du Marathon de Paris 2012 chez les hommes, femmes et handisport :

### Hommes
| Rang | Athlète        | Nationalité | Temps           |
| ---- | -------------- | ----------- | --------------- |
|      | Stanley Biwott | Kenya       | 2 h 05 min 10 s |
|      | Raji Assefa    | Éthiopie    | 2 h 06 min 24s  |
|      | Sisay Jisa     | Éthiopie    | 2 h 06 min 27 s |
| 4    | Eric Ndiema    | Kenya       | 2 h 06 min 37 s |
| 5    | Terefi Balcha  | Éthiopie    | 2 h 07 min 38 s |

### Femmes
| Rang | Athlète         | Nationalité | Temps           |
| ---- | --------------- | ----------- | --------------- |
|      | Tirfi Beyene    | Éthiopie    | 2 h 21 min 41 s |
|      | Sultan Haydar   | Turquie     | 2 h 25 min 09 s |
|      | Makda Harun     | Éthiopie    | 2 h 26 min 46 s |
| 4    | Goitetom Tesema | Éthiopie    | 2 h 27 min 28 s |
| 5    | Meseret Legesse | Éthiopie    | 2 h 28 min 18 s |